# Zuko
Zuko är en rollfigur i Avatar: The Last Airbender (även känd som Avatar: Legenden om Aang i vissa länder), en amerikansk animerad TV-serie.
Zuko är den bannlyste 16-årige prinsen från Eldnationen. Zuko är besatt av att försöka fånga Avataren i hopp om att få tillbaka sin ära och sona sig själv i sin fars, Eldfurste Ozai, ögon. Hans karaktär växer genom seriens gång, influerad av hans tid i exil, och han blir mindre misslyckad prins och istället mer en känslofull utstött. Med tiden kämpar hans samvete med känslor, om det medlidande och sympati han får med samma folk hans nation har terroriserat. Han uppträder ofta som en kall person, men han har visat sig vara väldigt bryende - ett karaktärsdrag som ofta kommer fram i närheten av hans farbror Iroh. Zukos ansikte är lätt igenkännligt genom ärret över hans vänstra öga, vilket han fick under en Agni Kai med hans egen far. Hans ånger, hat, och skam inkluderar förlorandet av hans mor. De säger att hans syster Azula är född med lycka, medan Zuko ska vara lycklig att han blev född. Zuko är den ende som vågar möta sin syster Azula. Han hatar henne. Till slut blir Zuko god och hjälper Aang att bemästra Eldbändning. Zukos flickvän var Mai. 